# Lady Mind
Singles de Nami Tamaki
Missing You ~Time To Love~
(2011) Paradise
(2012)
Lady Mind est le 1ersingle de Nami Tamaki sous le label Teichiku Records, et le 21e en tout, il est sorti le 25 janvier 2012 au Japon. Il sort en format CD et CD+DVD. Il arrive 76e à l'Oricon et reste classé 2 semaines pour un total de 1 287 exemplaires vendus.

## Liste des titres
| 1. | Lady Mind (LADY MIND)                | Hayato Kimura | Shinichi Osawa | 4:53 |
| 2. | Start Up (START UP)                  | Nona* Iwamura | Oddity         | 4:19 |
| 3. | Lady Mind (Instrumental) (LADY MIND) | Hayato Kimura | Shinichi Osawa | 4:53 |
| 4. | Start Up (Instrumental) (START UP)   | Nona* Iwamura | Oddity         | 4:17 |

| 1. | Lady Mind (Music Video) (LADY MIND) |  |